# カメリアコンプレックス
カメリアコンプレックスは、不幸な女性を見るとつい救ってしまいたくなる男性の心理を言う。この言葉を作ったのは阿刀田高の知人だとされている。
カメリア（camellia）とは、日本で言う椿のことである。このコンプレックスの語源は、アレクサンドル・デュマ・フィス著の『椿姫』のヒロイン、マルグリット・ゴーティエである。マルグリッドは高級娼婦（正確にはクルチザンヌ）として働いており、彼女に青年アルマン・デュヴァルが恋をするという物語で、ジュゼッペ・ヴェルディのオペラの原作でもある。このため、西洋ではカメリアは罪を犯し贅沢なことを行う商売女の意味合いを持っている。
この小説から、女性がどんな人であろうと、余計なことであっても、救い出そうとする男性の心理全般のことを「カメリアコンプレックス」と呼ぶようになった。